# جائزة سنغافورة الكبرى 2008
جائزة سنغافورة الكبرى 2008 (بالإنجليزية: 2008 Singapore Grand Prix)‏ هو سباق فورمولا 1 أقيم بتاريخ 28 سبتمبر 2008 في سنغافورة. كان الخامس عشر من أصل 18 في بطولة العالم لسباقات الفورمولا واحد موسم 2008. حلّ الإسباني فرناندو ألونسو أولا بينما جاء الألماني نيكو روسبيرغ في المركز الثاني وحصل على المركز الثالث البريطاني لويس هاملتون.